# Bruinborstkwartellijster
De bruinborstkwartellijster (Cinclosoma castaneothorax) is een zangvogel uit de familie Cinclosomatidae.

## Verspreiding en leefgebied
Deze soort is endemisch in het oostelijke deel van Centraal-Australië.

## Status
De grootte van de populatie is niet gekwantificeerd maar de soort wordt omschreven als schaars. Op de Rode lijst van de IUCN heeft deze soort de status niet bedreigd.